# Собор Казанского образа Пресвятой Богородицы (Самара)
Собор Казанского образа Пресвятой Богородицы (Казанский собор) — старообрядческий православный храм в Самаре, кафедральный собор Самарской и Саратовской епархии Русской православной старообрядческой церкви.

## История
После выхода правительственных указов 1905—1906 годов, община старообрядцев Белокриницкой иерархии 22 декабря 1906 года была официально зарегистрирована Самарским губернским правлением.
3 июня 1913 года собранием общины был утверждён проект храма, а 30 июля 1913 года поступило разрешение на строительство каменного храма на земле, пожертвованной Марией Саниной, вдовой потомственного почётного гражданина Самары Ивана Санина (ныне улица Льва Толстого, 14).
В декабре 1915 года церковь была освящена архиепископом Московским Мелетием (Картушиным). В церкви имелось два престола: центральный — в честь Казанского образа Пресвятой Богородицы, второй — в честь святого апостола и евангелиста Иоанна Богослова. 8 января 1916 года в храме начались регулярные богослужения.
После установления советской власти, 19 ноября 1918 года церковь с её имуществом были изъяты у верующих, однако общине было разрешено проводить в нём службы.
26 декабря 1929 года храм был окончательно закрыт и, позднее, отдан под размещение в нём Дома Техники. В начале 1990-х годов церковь была приватизирована Средневолжским станкозаводом, владевшим ей при советской власти. Существовал проект переоборудования храма в концертный зал, который однако не был реализован.
24 мая 2004 года храм ошибочно был передан Русской православной церкви, но после ходатайства в октябре 2006 года митрополита Московского и всея Руси Андриана (Четвергова), был возвращён в собственность общины.
Решением Освященного собора, прошедшего 15—17 октября 2008 года, в границах Самарской области была воссоздана Самарская епархия, а постановлением Освященного Собора от 18—20 октября 2011 года в состав епархии (с центром в городе Самаре) были включены Саратовская и Пензенские области. С этого времени храм Казанского образа Пресвятой Богородицы становится кафедральным собором епархии.

## Духовенство
- Настоятель храма — иерей Димитрий Мартышин[3]